# James Legge
James Legge (en chino: 理雅各; Huntly, 20 de diciembre de 1815 – Oxford, 29 de noviembre de 1897) fue un sinólogo y ministro congregacionalista escocés. Fue representante de la Sociedad Misionera de Londres en Malaca y Hong Kong (1840-1873), y el primer profesor de chino en la Universidad de Oxford. En asociación en Max Müller, preparó la serie de cincuenta volúmenes Sacred Books of the East, publicada entre 1879 y 1891.

## Biografía
Nació en Huntly (Aberdeenshire), y fue educado en el Aberdeen Grammar School y el King's College de Aberdeen. Enseñó durante dieciocho meses en una escuela secundaria en Blackburn, bajo la influencia de su hermano mayor —un sacerdote—, su círculo de amigos y el director de la escuela religiosa. Después de estudiar en el Highbury Theological College (en Londres), en 1839 se desempeñó como misionero en China, pero se mantuvo en Malaca tres años, a cargo del Anglo-Chinese College allí. El Colegio fue trasladado posteriormente a Hong Kong, donde vivió durante casi treinta años. Un cristiano chino, Keuh Agong, acompañó a Legge cuando se trasladó en 1844. Regresó a su casa en Huntly, en 1846-1847, y llevó consigo tres estudiantes chinos. Legge y los estudiantes fueron recibidos por la reina Victoria antes de regresar a Hong Kong.

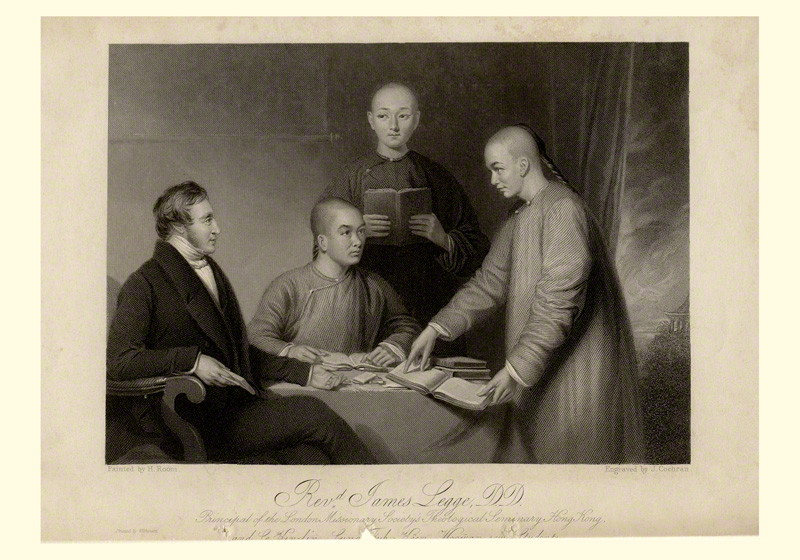
Legge y sus tres estudiantes.

Se casó dos veces: primero con Mary Isabella Morison (1816-1852) y, después de su muerte, con la viuda de un misionero, Hannah Mary Willetts (fl. 1881).
La mayoría de los misioneros protestantes durante ese período, con una fuerte postura evangélica, no estaban interesados en el aprendizaje de la cultura china. Legge fue uno de los pocos que tenían una opinión opuesta. Comenzó un nuevo debate sobre la traducción correcta del concepto de «Dios» al chino —en última instancia, su propuesta de utilizar el término Shangdi (上帝, «el Señor Supremo, el Señor Altísimo») se adoptó en los círculos protestantes (los católicos en sus traducciones de la Biblia utilizaban el término Tianzhu (天主, «el Señor de los Cielos»)—. Convencido de la necesidad de que los misioneros fueran capaces de comprender las ideas y la cultura de los chinos, inició en 1841 una traducción en muchos volúmenes de los clásicos chinos, una tarea monumental que completó un par de años antes de su muerte. Durante su residencia en Hong Kong, tradujo la literatura clásica china al inglés con la ayuda de Wang Tao y Hong Rengan, entre otros. Era el director del Ying Wa College en Hong Kong desde 1839 hasta 1867, y pastor de su Union Church entre 1844-1867. Conservando sus ropas y estilo de vida ingleses, le agradó la lengua y la cultura chinas y enseñó y predicó en chino.
Fue tercero y último editor del Chinese Serial, el primer periódico chino en Hong Kong. El rotativo cerró en mayo de 1856.
En 1867, regresó a Dollar (Clackmannanshire), donde invitó a Wang Tao a reunirse con él, y recibió su LLD de la Universidad de Aberdeen en 1870. Mientras que en Escocia, también revisó a su pueblo natal, Huntly, acompañado por Wang Tao. (En reconocimiento a su colaboración de diez años con Legge, cuando este era profesor en Oxford, Wang fue invitado de nuevo a Inglaterra, pero se negó debido a su consolidación como periodista en China.) Luego regresó a Hong Kong como pastor de la Union Church de 1870 a 1873. Durante su estancia en Hong Kong publicó en 1871 El rey She (Clásico de poesía), que, según Peter France, es el primer volumen sustancial de la poesía china en traducción inglesa que se haya hecho. El trabajo fue sometido a una nueva edición en verso en 1876. (Había empezado a temer por la financiación de sus traducciones, porque los cristianos conversos preferían las religiones paganas chinas que al cristianismo.)

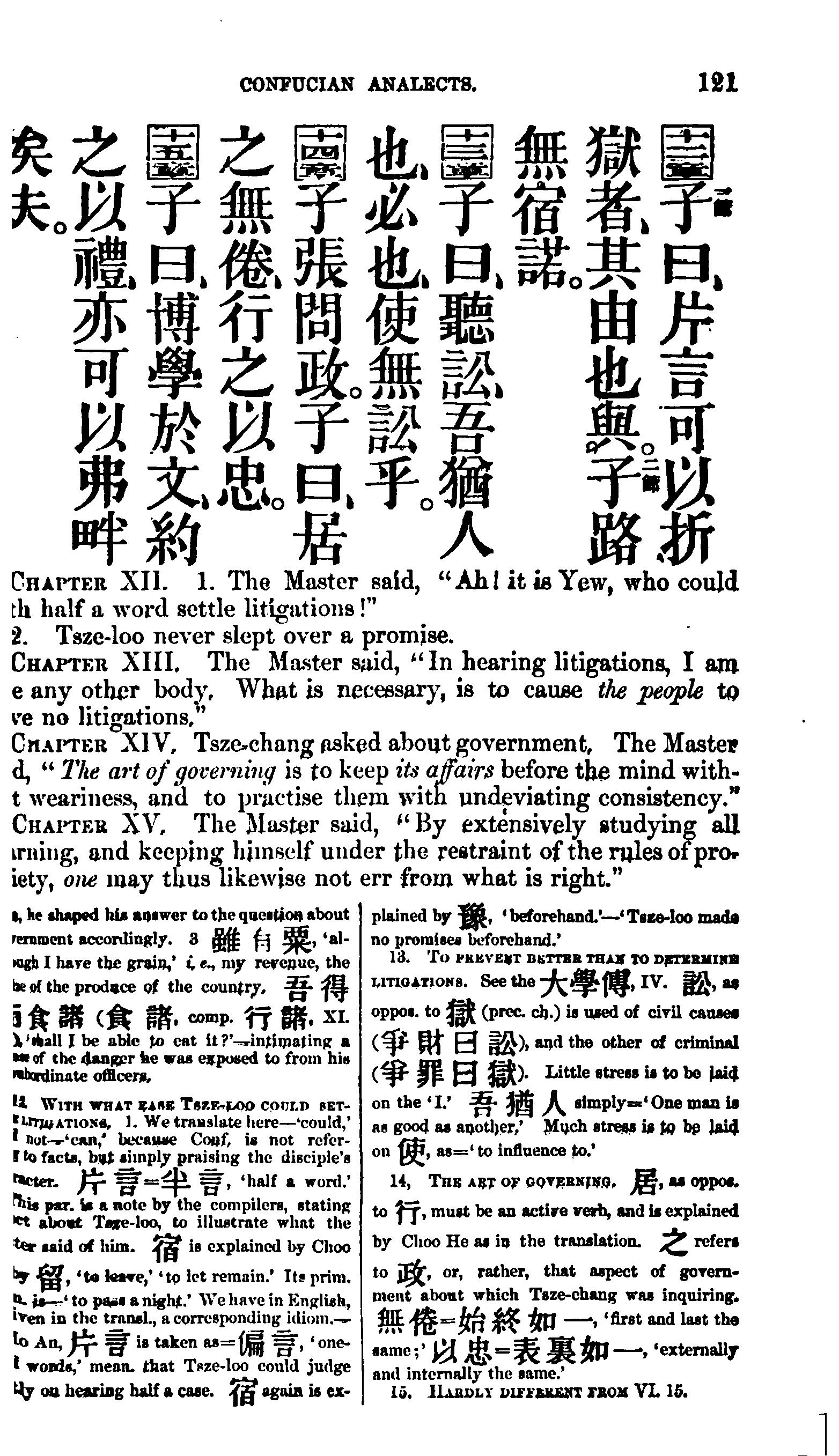
Página 121 de la primera edición de las Analectas de Confucio.

Hizo un largo viaje por el norte de China comenzando el 2 de abril de 1873 en Shanghái, llegó a Tianjin en barco, luego viajó en un carro tirado por mula hasta llegar a Pekín el 16 de abril de 1873, donde se alojó en la sede de la Sociedad Misionera de Londres (se convirtió en su director general un año después de la muerte de su antecesor). Visitó la Gran Muralla, las tumbas Ming y el Templo del Cielo, donde se sintió obligado a quitarse los zapatos como reverencia (más tarde sería criticado por sus opositores). Salió de Pekín, acompañado por Joseph Edkins, y se dirigió a Shandong en un carro tirado por mula para visitar Jinan, donde se subió el sagrado monte Tai cargado por cuatro hombres en sillas. Dejó el monte Tai el 15 de mayo y visitó el Templo de Confucio y el bosque de Confucio en Qufu, donde subió a la cima del montículo funerario de Confucio. Regresó a Shanghái por el Gran Canal, y de allí a Inglaterra atravesando Japón y los Estados Unidos en 1873, y pasó otros dos años en Dollar.
En 1875 fue nombrado miembro del Corpus Christi College de Oxford y en 1876 asumió la nueva Cátedra de Lengua y Literatura Chinas en Oxford (el primer clérigo no anglicano en ser profesor de esa universidad en siglos), donde atrajo unos cuantos estudiantes a sus conferencias, pero trabajó duro durante unos 20 años en su estudio en 3 Keble Terrace, en sus traducciones de los clásicos chinos. Según un obituario contemporáneo anónimo en el Pall Mall Gazette, estaba en su estudio cada mañana hasta las tres de la tarde en invierno y verano, después de haberse levantado de cama a las diez. Cuando se levantaba por la mañana lo primero que hacía era hacer una taza de té sobre una lámpara de alcohol. Luego trabajaba en sus traducciones, mientras que en su casa dormía.
En su libro The religions of China: Confucianism and Tâoism described and compared with Christianity (publicado en 1880), escribió que cuando se encontraba en una mezquita en Cantón habían colocado un pancarta denunciando el vendado de pies, diciendo que el islam no lo permitía ya que constituía una violación de la creación de Dios.
Fue un ferviente opositor de la política del opio del Reino Unido, y fue miembro fundador de la Sociedad para la Supresión del Comercio de Opio.
Además de sus otros trabajos escribió The Life and Teaching of Confucius (La vida y enseñanza de Confucio, 1867); The Life and Teaching of Mencius (La vida y enseñanza de Mencio, 1875); The Religions of China (Las religiones de China, 1880); y otros libros sobre la literatura y la religión chinas.
Se le concedió una maestría honoraria de la Universidad de Oxford y un LLD de la Universidad de Edimburgo en 1884. Murió en Oxford en 1897 y está enterrado en el cementerio de Wolvercote. Muchos de sus manuscritos y cartas se archivan en la Escuela de Estudios Orientales y Africanos.

## Obras
Su obra más duradera ha sido The Chinese Classics: with a Translation, Critical and Exegetical Notes, Prolegomena, and Copious Indexes (en inglés). Hong Kong: Legge; Londre: Trubner. 1861–1872. OCLC 561516441.:
- Volumen 1: Confucian Analects, the Great Learning, and the Doctrine of the Mean (1861). Segunda edición revisada (1893), Oxford: Clarendon Press, reimpresa por Cosimo en 2006 (ISBN 978-1-60520-643-1).
- Volumen 2: The works of Mencius (1861), segunda edición revisada (1895), Oxford: Clarendon Press, reimpresa por Dover Books en 1990 (ISBN 978-0-486-26375-5).
- Volumen 3: The Shoo King (Book of Historical Documents) (1865):
  - Parte 1: Prolegómenos (con Anales de Bambú) y los capítulos 1-36
  - Parte 2: Capítulos 37–58 e índices
- Volumen 4: The She king (Classic of Poetry) (1871)
  - Parte 1: Prolegómenos y primera sección
  - Parte 2: Secciones segunda, tercera y cuarta
- Volumen 5: The Ch'un ts'ew (Spring and Autumn Annals), with the Tso chue (Commentary of Zuo) (1872)
  - Parte 1: Libros 1-8
  - Parte 2: Libros 9–12

Estos contienen texto paralelo en chino e inglés, con notas detalladas, introducciones e índices. Los nombres chinos se transcribieron en la propia romanización de Legge.
Originalmente planeó publicó sus Chinese Classics en siete volúmenes, pero su traducción del I Ching y el Libro de los Ritos (y otros más) fueron incluidos en cambio en la serie Sacred Books of the East editada por Max Müller (Oxford: Clarendon Press):
- Volumen 3: The Shû king (Book of Documents). The religious portions of the Shih king (Classic of Poetry). The Hsiâo king (Classic of Filial Piety). (1879)
- Volumen 16: The Yî king (I Ching) (1882)
- The Lî Kî (Book of Rites) (1885), 2 volúmenes:
  - Volumen 27: Capítulos 1-10
  - Volumen 28: Capítulos 11-46
- The Texts of Taoism: The Tâo Teh King (Tao Te Ching); The Writings of Kwang-dze (Chuang Tzŭ), 2 volúmenes:
  - Volumen 39: Tao Te Ching y Chuang Tzŭ, libros 1-17.
  - Volumen 40: Chuang Tzŭ, libros 18-33, y trabajos cortos: el Taishang Ganying Pian (Tractate of Actions and their Retributions), the Qingjing Jing (Classic of Purity), the Yinfujing (Clásico de la armonía de lo visible y lo invisible), el Yushu Jing (Clásico del pivote de jade) y el Nei Riyong Jing (Clásico del directorio para el día).

Otros trabajos:
- The religions of China: Confucianism and Tâoism described and compared with Christianity, Londres: Hodder and Stoughton, 1880.
- The Nestorian monument of Hsî-an Fû in Shen-hsî, China, Londres: Trübner and Co., 1888; reimpreso en Nueva York: Paragon Book, 1966. ISBN 978-0-8188-0062-7. (Contiene texto paralelo en chino e inglés.)